# Dziurawa (Podzamcze)
Dziurawa – skała we wsi Podzamcze w województwie śląskim, w powiecie zawierciańskim, w gminie Ogrodzieniec. Znajduje się w lesie przy parku linowym, naprzeciwko skały Adept. Obok niej jest skała Biały Filar (na portalu wspinaczkowym skała Biały Filar nie jest wyróżniana i opisywana jest łącznie ze skałą Dziurawa).
Dziurawa zbudowana jest z wapieni i opada połogimi i pionowymi ścianami o wysokości 8–15 m. Jest na niej 6 dróg wspinaczkowych o trudności od VI do VI.+ w skali Kurtyki i jeden projekt. Pierwszą drogę poprowadzono w 1982 r., pozostałe później. Na wszystkich zamontowano stałe punkty asekuracyjne: ringi (r), spity (s) i stanowiska zjazdowe (st) lub dwa ringi zjazdowe (drz).
1. Raz dwa wariant; VI+, 5r + st
2. Raz dwa; VI.1+, 6r + st
3. Przez klawisz; VI, 5r + 1s + drz
4. Bez nazwy; VI.1, 5r + st

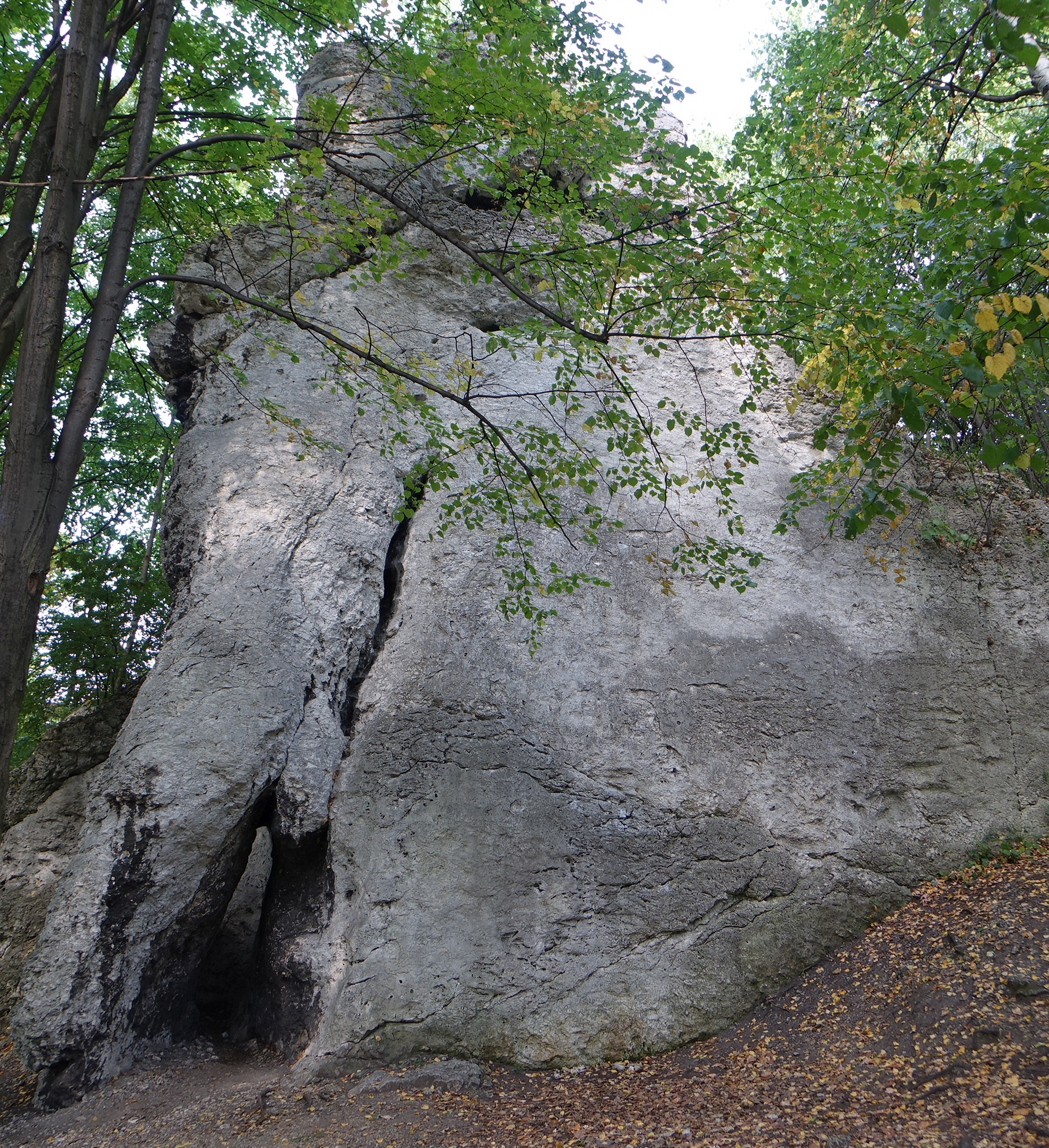
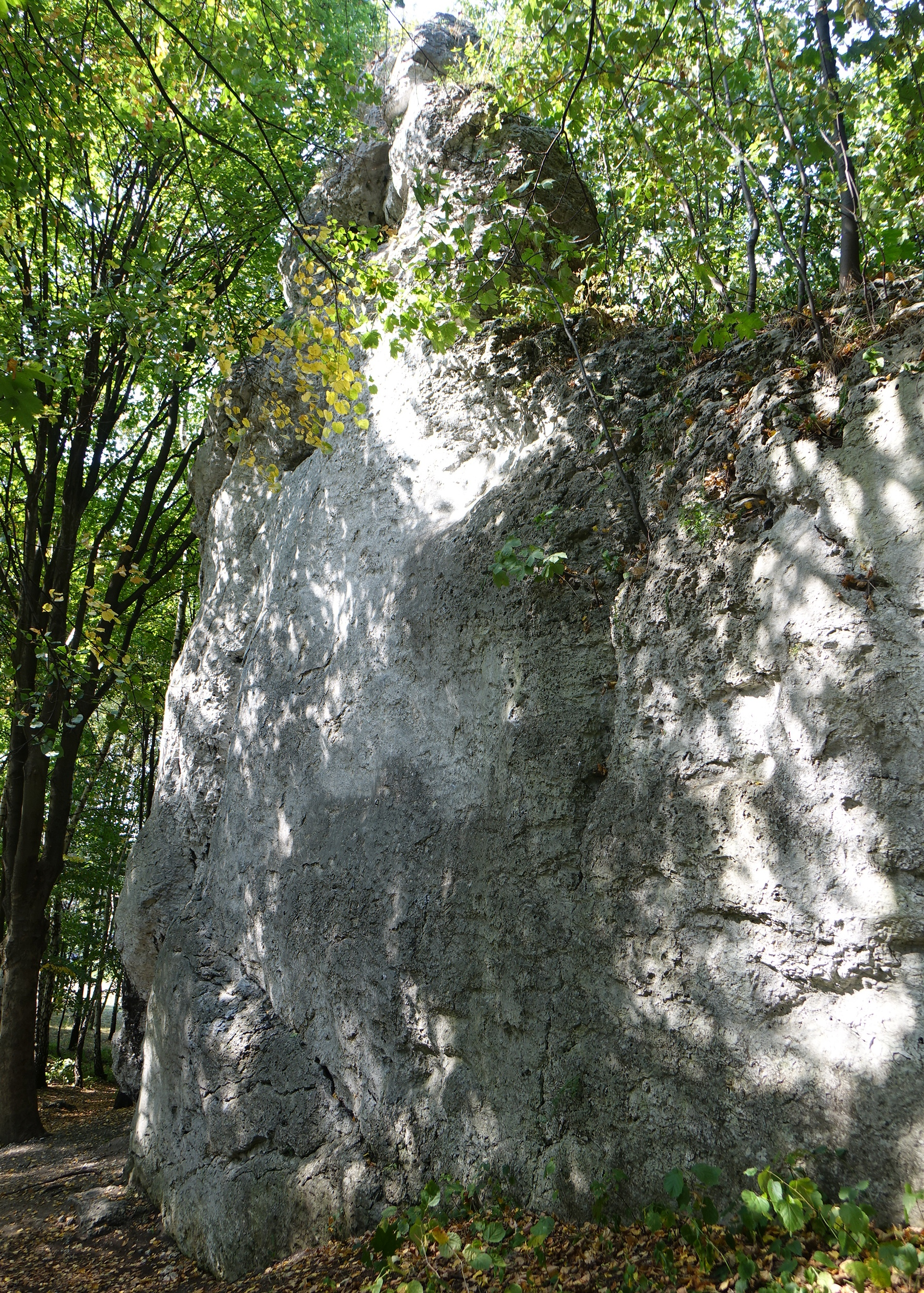
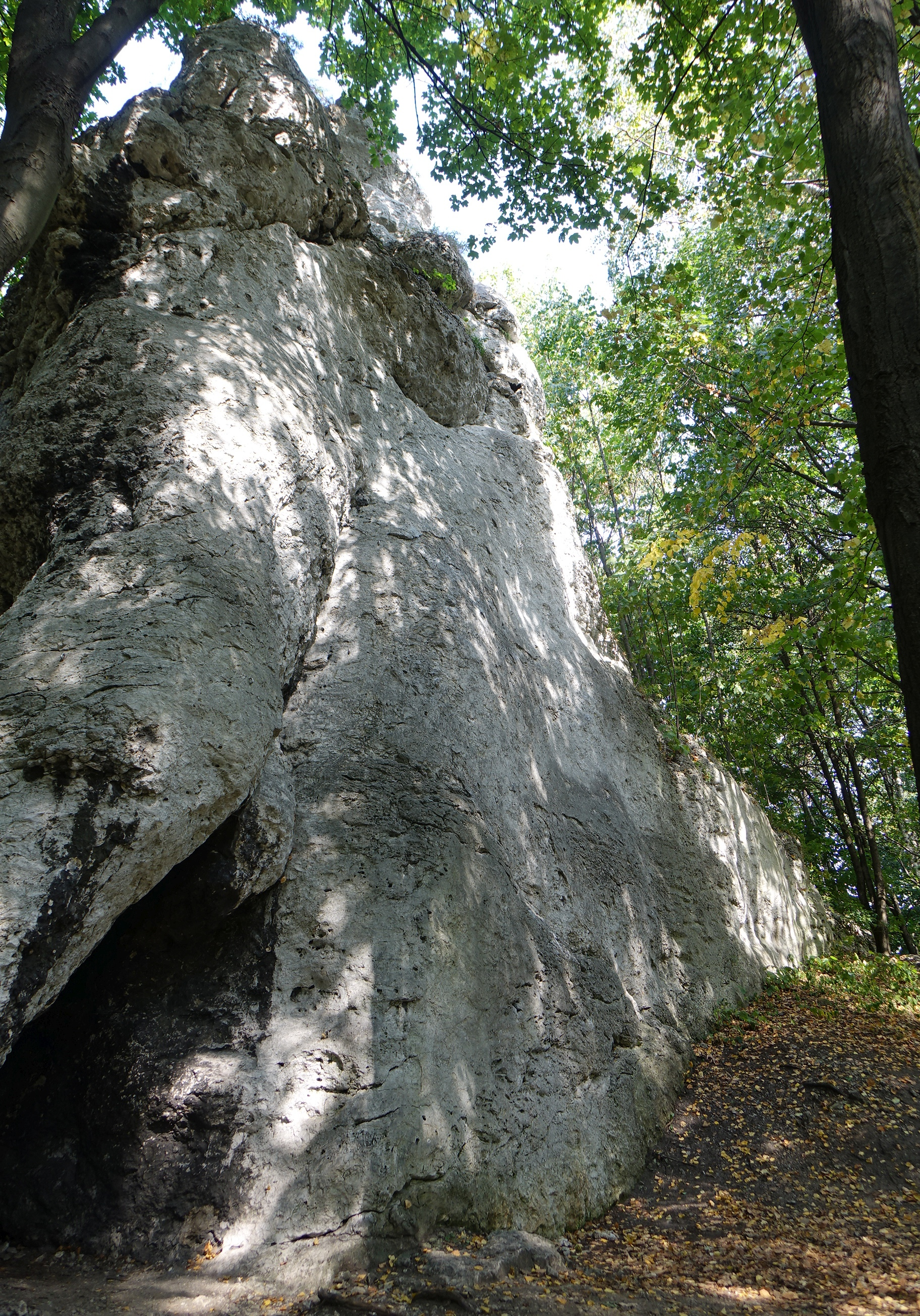
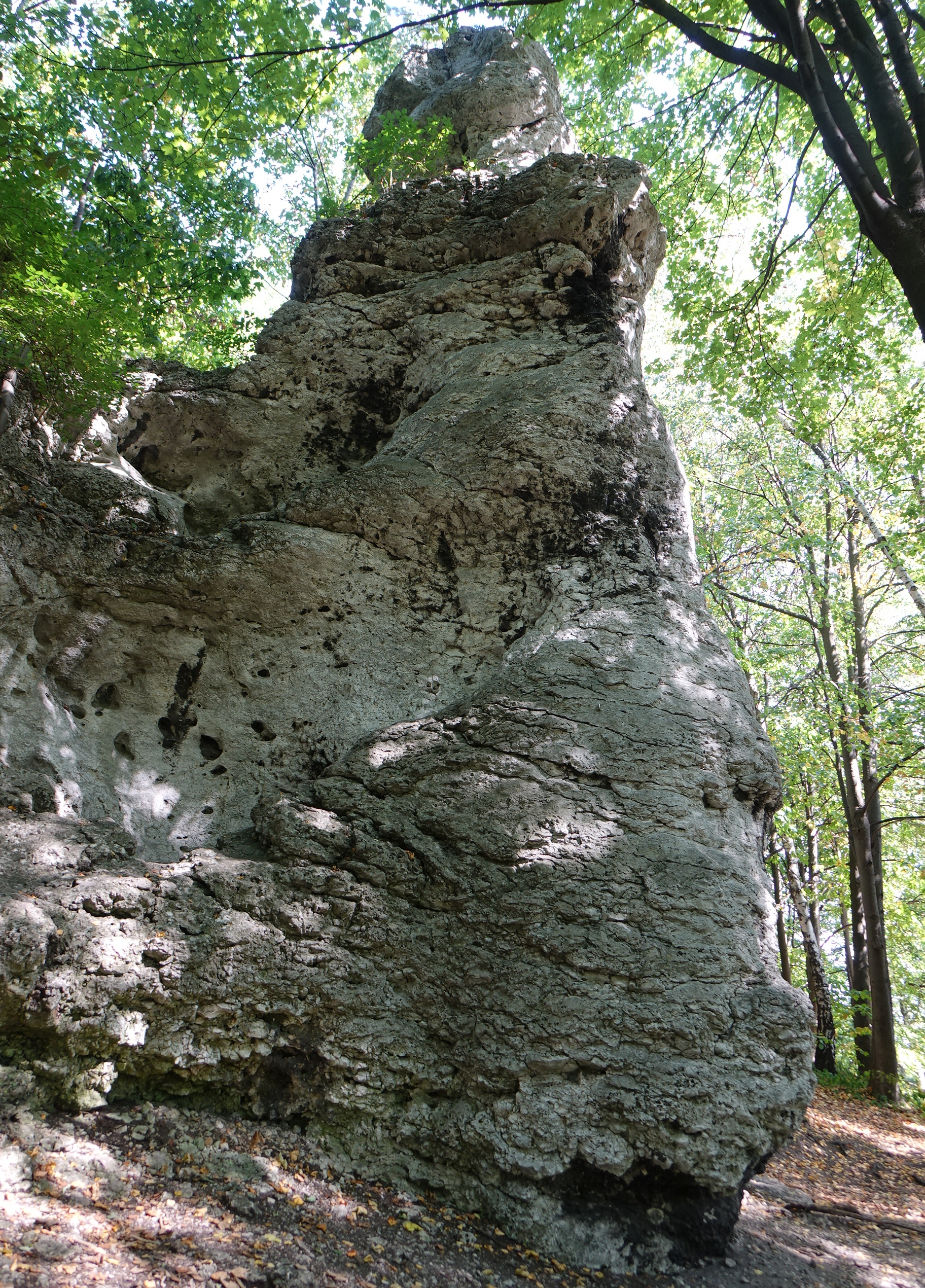
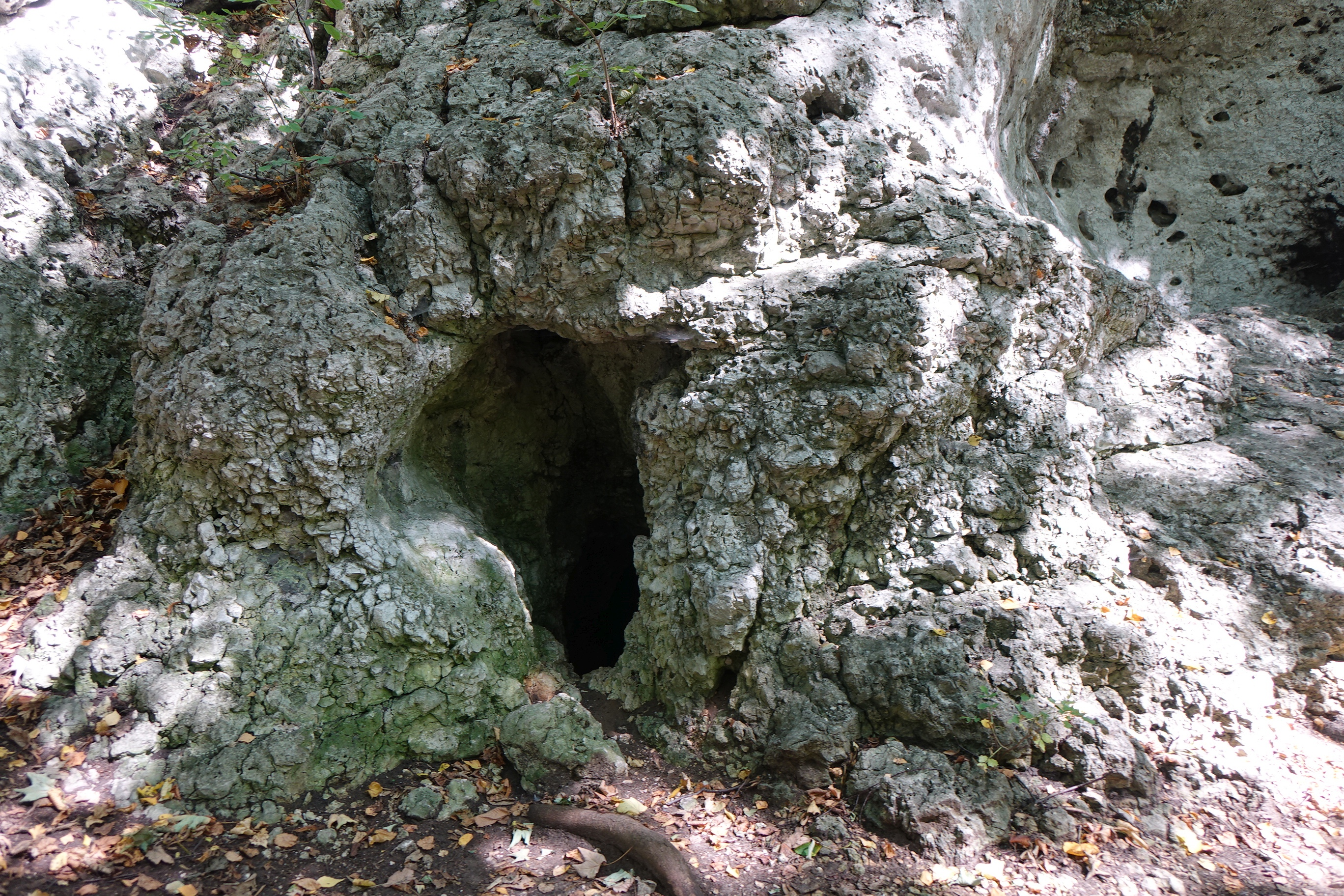
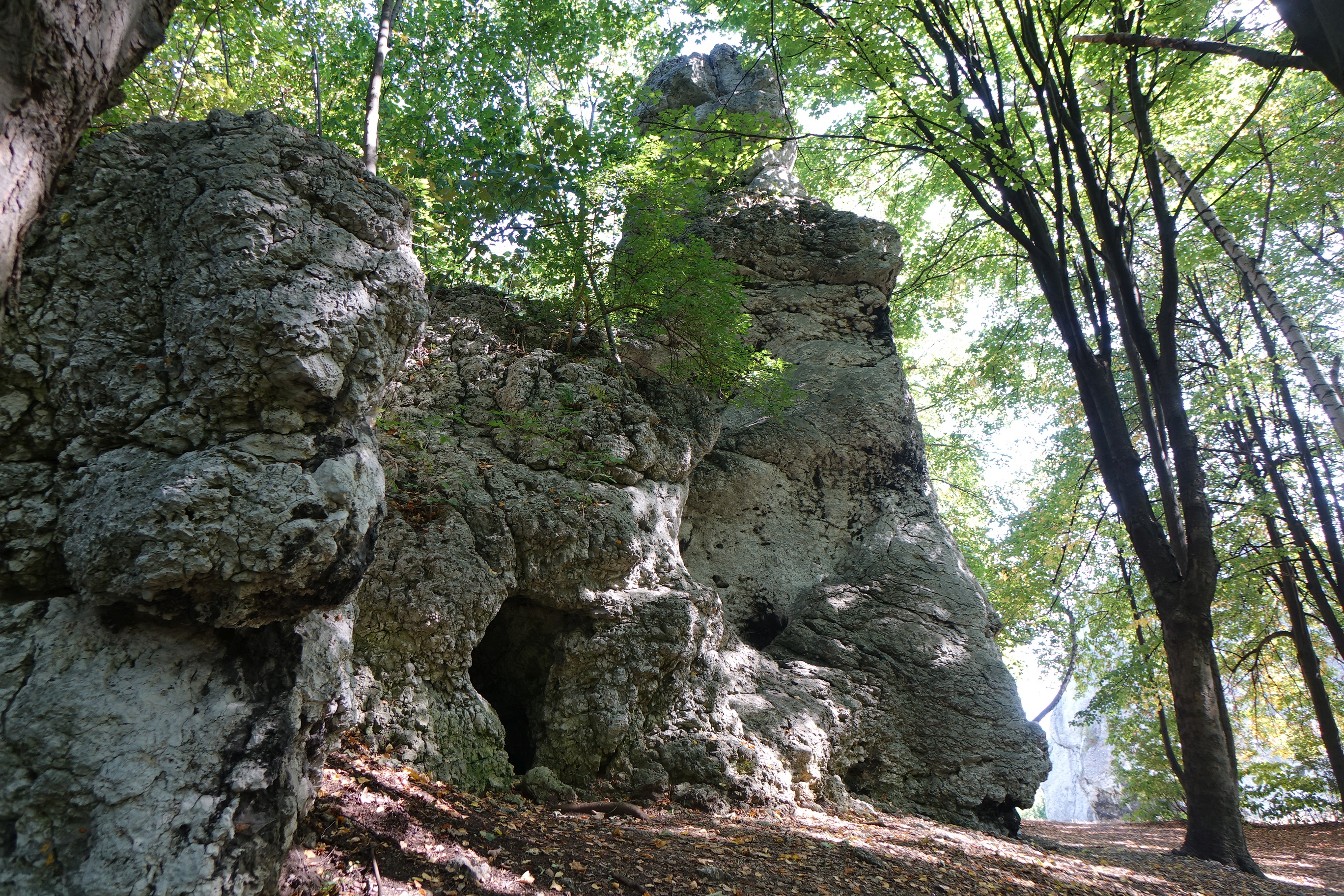
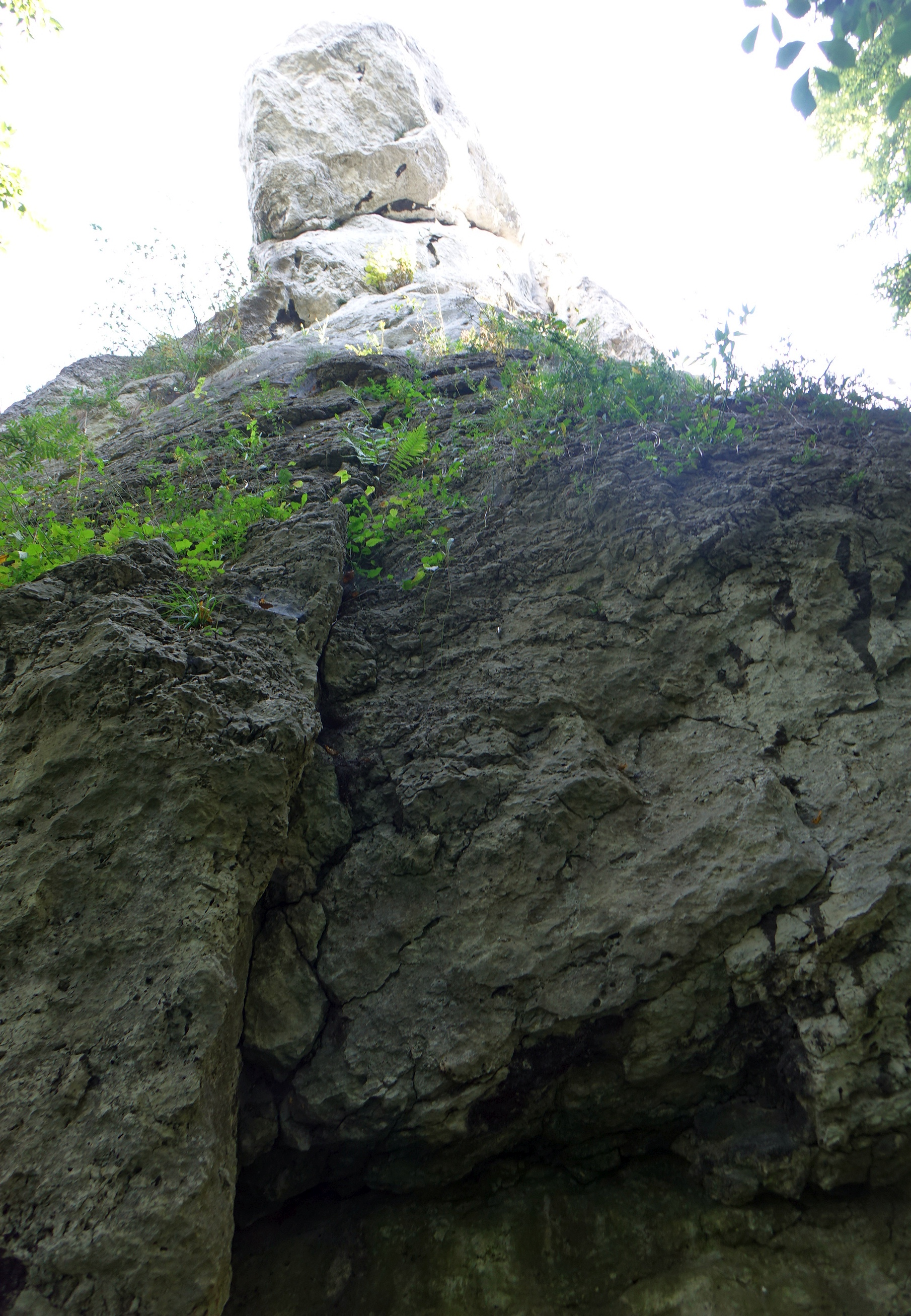

5. Drobne cwaniaczki; VI.1+, 4r + 1s +drz
6. Zelig,; VI.2+, 5r+ drz
7. Projekt; (Klątwa skorpiona)[3].

Wśród wspinaczy skalnych Biały Filar cieszy się średnią popularnością.